# ورزشگاه کاردیف سیتی
ورزشگاه کاردسیتی (ویلزی: Stadiwm Dinas Caerdydd) ورزشگاهی در شهر کاردیف کشور ولز است.
این ورزشگاه در سال ۲۰۰۹ میلادی تأسیس شده و ظرفیت آن ۳۳٬۳۱۶ نفر است. بازی‌های باشگاه فوتبال کاردیف سیتی و تیم ملی فوتبال ولز در این ورزشگاه برگزار می‌شود.